# Richard Russo
Richard Russo (Johnstown, 15 agosto 1949) è uno scrittore statunitense, vincitore del Premio Pulitzer per la narrativa nel 2002 per il romanzo Il declino dell'impero Whiting.

## Biografia
Richard Russo trascorre la sua infanzia in una piccola cittadina nota come Gloversville (New York). Si laurea in letteratura all'università dell'Arizona, e, parallelamente alla sua carriera di romanziere lavora come docente di scrittura creativa per il Colby College di Waterville, nel Maine.
Alla pubblicazione del suo primo romanzo, Mohawk, Richard Russo è un docente universitario a tempo pieno e il suo impegno nello scrivere è ridotto ai ritagli di tempo. Solo alla pubblicazione del suo successivo romanzo, La vita, secondo me (da cui verrà anche tratto un film con Paul Newman di sua sceneggiatura La vita a modo mio), Russo deciderà di rinunciare alla sua carriera universitaria per dedicarsi completamente allo scrivere.
Russo è ben conosciuto per la sua realistica e ironica trasposizione delle piccole realtà cittadine americane, veri e propri microcosmi che si raccontano dalle azioni più che dalle parole dei suoi colorati e impareggiabili protagonisti. La sua indiscutibile abilità narrativa gli vale nel 2002 il Premio Pulitzer per un altro suo romanzo, Il declino dell'impero Whiting.

## Produzione letteraria

### Romanzi
- Mohawk (Random House, 1986)
- All'ombra del padre (The Risk Pool) (Random House, 1988) - prima edizione italiana: Sonzogno Editore, 2007. ISBN 8845413705
- La vita, secondo me (Nobody's Fool) (Random House, 1993) - Frassinelli, 1995. ISBN 8876843035
- Straight Man (Random House, 1997)
- Il declino dell'impero Whiting (Empire Falls) (Knopf, 2001) - Sonzogno Editore, 2003. ISBN 8845424200
- La donna nel quadro (Bridge of Sighs) (Knopf, 2007) - Frassinelli, 2011. ISBN 8820050013 / ISBN 9788820050016
- La magia dell'ultima estate (That Old Cape Magic) (Random House, 2009) - Frassinelli, 2010. ISBN 9788820048716
- Le conseguenze - Neri Pozza, 2021. ISBN 978-88-545-2004-2

### Racconti
- The Whore's Child and Other Stories (Knopf, 2002)

## Produzione cinematografica

### Sceneggiature

#### Cinema
- La vita a modo mio (Nobody's Fool), regia di Robert Benton (1994).
- Twilight, regia di Robert Benton (1998)
- The Ice Harvest, regia di Harold Ramis (2005) (anche produttore)
- La famiglia omicidi (Keeping Mum), regia di Niall Johnson (2005)

#### Televisione
- The Flamingo Rising, regia di Martha Coolidge (2001)
- Brush With Fate, regia di Brent Shields (2003)
- Empire Falls - Le cascate del cuore (Empire Falls), regia di Fred Schepisi (2005)